# Mirimiri acrodonta
Mirimiri acrodonta — вид рукокрилих з монотипного роду Latidens, родини Криланових, що мешкає на Фіджі.

## Морфологія
Морфометрія. вага близько 250 грамів.

## Поширення та екологія
Був захоплений між 1010 м і 1190 м над рівнем моря. Здається, обмежується моховими тропічними лісами вище 900 м над рівнем моря.